# Limba siriacă
Limba siriacă (în siriacă: ܣܘܪܝܝܐ suryāyā) este o limbă semitică care a fost vorbită în Orientul Mijlociu. Limba siriacă este urmașa limbii arameice care în perioada sa de apogeu se vorbea în tot Cornul Abundenței.

## Evoluție

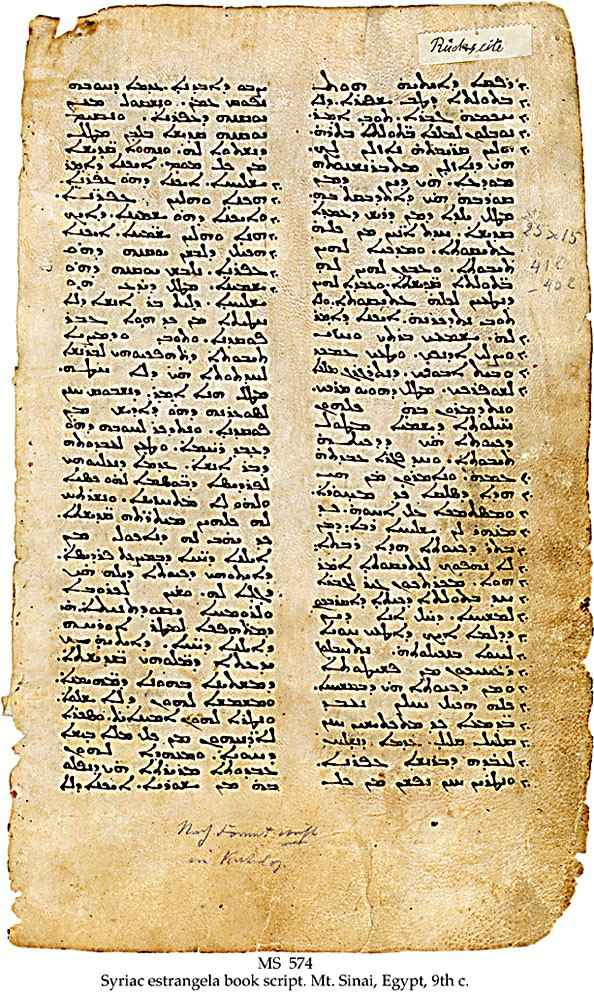
Omilia (Predica) la Evanghelia după Ioan. Manuscript siriac în stil estrangelo, capitol IX.

Evoluția limbii siriace poate fi grupată în trei faze distincte:
- Siriacă antică — Limba din orașul Osroene (în siriacă: ܡܠܟܘܬܐ ܕܒܝܬ ܥܣܪܐ ܥܝܢܐ, ܥܝܢܐ, transliterat: Malcuṯā(e) dî-Bēt ʿŌsrā(e) ʿAînē(e)). (1-476)
- Siriacă medie — «Literar», se subdivide în:(476-802)
  - Siriacă medie occidentală — Limbă literară și eclesiastică a creștinilor sirieni și maroniți.
  - Siriacă medie orientală — Limbă literară și eclesiastică a creștinilor caldeeni și asirieni.
- Siriacă modernă — Grup de dialecte arameice ce a murit cu reminiscențe ale limbii clasice. (802-1300)

## Fonologie

### Consolante
Fonologic, ca alte limbi Nord-vest Semitice, Siriaca are 22 consoane. Fenoamele consonante sunt:
| Transliterare         | e   | b    | g      | d                        | h         | u      | z    | ḥ    | ṭ     | i    | q     | l         | m   | n     | s    | a    | p    | ț             | q       | r   | ș     | t    |
| Nume                  | ܐܵܠܲܦ݂ | ܒܹ݁ܝܬ݂  | ܓ݁ܵܡܲܠ    | ܕ݁ܵܠܲܬ݂                      | ܗܹܐ        | ܘܲܘ     | ܙܲܝܢ  | ܚܹܝܬ݂  | ܛܹܝܬ݂   | ܝܘܿܕ  | ܟ݁ܵܦ݂    | ܠܵܡܲܕ݂       | ܡܝܼܡ | ܢܘܼܢ   | ܤܸܡܟ݁ܲܬ݂ | ܥܹܐ   | ܦܹ݁ܐ   | ܨܵܕ݂ܹܐ           | ܩܘܿܦ݂     | ܪܹܝܫ | ܫܝܼܢ   | ܬ݁ܲܘ   |
| Literă                | ܐ   | ܒ݁، ܒ݂ | ܓ      | ܕ                        | ܗ         | ܘ      | ܙ    | ܚ    | ܛ     | ܝ    | ܟ     | ܠ         | ܡ   | ܢ     | ܣ    | ܥ    | ܦ    | ܨ             | ܩ       | ܪ   | ܫ     | ܬ    |
| Pronunție (Fenom AFI) | e   | b, v | g, ɣ   | d, ð                     | h         | u      | z    | ħ    | tˤ    | i    | k, x  | l         | m   | n     | s    | ʕ    | p, f | sˤ            | q       | r   | ʃ     | t, θ |
| Înțeles               | bou | casă | cămilă | ușă, poartă (gură pește) | fereastră | cârlig | armă | gard | roată | braț | palmă | băț, nuia | ape | șarpe | djed | ochi | gură | drept (bidon) | maimuță | cap | dinte | semn |

Fonetic, sunt câteva variații în pronunțarea limbii siriace în formele ei variate. Siriaca Clasică are două fluxe majore de pronunție: vestic și estic.

## Variații de alfabet
| Unicode | Estrangelo (clasic) | Madenhoyo (estic) | Serto (vestic) | Denumire Literă |
| ------- | ------------------- | ----------------- | -------------- | --------------- |
| ܐ       |                     |                   |                | Olaf            |
| ܒ       |                     |                   |                | Bet             |
| ܓ       |                     |                   |                | Gomal           |
| ܕ       |                     |                   |                | Dolad           |
| ܗ       |                     |                   |                | Hēh             |
| ܘ       |                     |                   |                | Uau             |
| ܙ       |                     |                   |                | Zain            |
| ܚ       |                     |                   |                | Hēt             |
| ܛ       |                     |                   |                | Teth            |
| ܝ       |                     |                   |                | Iud             |
| ܟ       |                     |                   |                | Kof             |
| ܠ       |                     |                   |                | Lomad           |
| ܡ       |                     |                   |                | Miem            |
| ܢ       |                     |                   |                | Nuen            |
| ܣ       |                     |                   |                | Semkat          |
| ܥ       |                     |                   |                | 'Ein            |
| ܦ       |                     |                   |                | Fe              |
| ܨ       |                     |                   |                | Țode            |
| ܩ       |                     |                   |                | Qof             |
| ܪ       |                     |                   |                | Rieș            |
| ܫ       |                     |                   |                | Șien            |
| ܬ       |                     |                   |                | Tau             |

### Vocalize
Se folosesc clustere de vocalizare ◌ pentru plasarea unei vocale însă în tabelul care va urma vom folosi o literă din alfabet pentru a ușura wikizarea.
Tabel de vocalizare folosind litera ܐ pentru plasarea vocalei:
| transliterare | ah | eeh | eh | ih | oh | ooh | ee |
| vocala        | ܐܵ  | ܐܸ   | ܐܹ  | ܐܲ  | ܐܿ  | ܘ݂   | ܐܼ  |
| pronunție     | eā | eę  | eē | ey | eơ | uō  | ei |

## Valoare Numerică
După adoptarea obiceiului din cultura greacă, în a doua parte din sec. II d.Hr. literele semitice au fost utilizate pentru a denota numere.
| literă | valoare numerică | literă | valoare numerică | literă | valoare numerică |
| ------ | ---------------- | ------ | ---------------- | ------ | ---------------- |
| ܐ      | 1                | ܝ      | 10               | ܩ      | 100              |
| ܒ      | 2                | ܟ      | 20               | ܪ      | 200              |
| ܓ      | 3                | ܠ      | 30               | ܫ      | 300              |
| ܕ      | 4                | ܡ      | 40               | ܬ      | 400              |
| ܗ      | 5                | ܢ      | 50               | ܢܿ      | 500              |
| ܘ      | 6                | ܣ      | 60               | ܣܿ      | 600              |
| ܙ      | 7                | ܥ      | 70               | ܥܿ      | 700              |
| ܚ      | 8                | ܦ      | 80               | ܦܿ      | 800              |
| ܜ      | 9                | ܨ      | 90               | ܨܿ      | 900              |

## Istoric

### Literatură Aramaică Siriacă

Cele șase fericiri (Matei 5:8, 5:1-5:12) dintr-o Peshitta Est Siriacă.
ܛܽܘܒ݂ܰܝܗܽܘܢ ܠܰܐܝܠܶܝܢ ܕ݁ܰܕ݂ܟ݂ܶܝܢ ܒ݁ܠܶܒ݁ܗܽܘܢ ܕ݁ܗܶܢܽܘܢ ܢܶܚܙܽܘܢ ܠܰܐܠܳܗܳܐ ܀
Ṭûḇa·i·hûun lā·eilêin dā·ḏîkêin bî·lêb·hûun: dî·hênûun nê·ḥâzûun lā·Elôhôe ..
ܛܘܼܒܲܝܗܘܿܢ ܠܐܲܝܠܹܝܢ ܕܲܕ݂ܟܹܝܢ ܒܠܸܒ̇ܗܘܿܢ܄ ܕܗܸܢ݂ܘܿܢ ܢܸܚܙܘܿܢ ܠܐܲܠܵܗܵܐ ܀
ṯūovē·i·hūon lē·eilęin đē·dîcęin ɓî·lęɓ·hūon đî·hęnūon nę·ĥâzūon lē·Elāhāe ..
'Bunătate lor acelor de curați în inimă lor, de acei vor vedea lui Dumnezeu (Dumnezeului).'

În secolul al III-lea în Edessa s-a început folosirea dialectului aramaic siriac ca limbă religioasă. Nu există dovezi că adoptarea dialectului siriac a limbii poporului asirian a fost făcută cu intenții misionare.
Mult efort a fost făcut pentru producerea unei traduceri autoritative a Bibliei în siriacă, numită Peshitta (ܦܫܝܛܬܐ Peșīṭtā). La acea vreme, Efrem Sirianul producea cea mai prețuită colecție de poezie și teologie în aramaică siriacă.